# Cœur (chanson de Clara Luciani)
Pour les articles homonymes, voir Cœur (homonymie).
Singles de Clara Luciani
Respire encore
(2021) Tout le monde (sauf toi)
(2023)
Pistes de Cœur
Le Reste
(2)
Cœur est une chanson tirée de l'album du même nom écrite, composée et interprétée par Clara Luciani, co-composée par Ambroise Willaume et produite par Pierrick Devin, Breakbot et Ambroise Willaume. La chanson sort en tant que troisième single officiel de l'album le 29 aout 2022.

## Historique et conception
La chanson-titre de l'album dénonce les violences faites aux femmes; il s'ouvre d'ailleurs avec les battements de cœur de l'artiste. Cette dernière en dit plus à ce sujet : 

« On les a enregistrés au studio. On m’a collé un petit micro sur la poitrine et pour que cela fonctionne, il faut rester parfaitement immobile. J’avais l’impression d’être chez le cardiologue. »

Cœur sort aussi en 45 tours spécial en forme de cœur. Les recettes des ventes - quel que soit le support (visionnage du clip, vinyle, streaming) - sont reversées, jusqu'à la fin de l'année 2022, à l'association la Maison des Femmes Marseille Provence dont Luciani est la marraine et qui vient en aide aux femmes victimes de violences conjugales.

## Clip vidéo
Le clip de Cœur sort le 6 décembre 2022 et est à nouveau réalisé par Laura Sicouri, qui a assuré la réalisation le clip de Respire encore, sur le même album. Le clip met à l'honneur Clara Luciani et d'autres femmes dansant et célébrant la vie entrecoupés de plans moyens et italiens.

## Liste des titres
| A. | Cœur                | Clara Luciani | 3:49 |
| B. | Cœur (version live) | Clara Luciani | 4:05 |

## Interprétation en tournée
Cœur ouvre la totalité des concerts du Respire Encore Tour, de 2021 à 2023. La chanson est également interprétée lors du Tour 2025.

## Crédits
- Écrit par Clara Luciani
- Composé par Clara Luciani et Sage
- Produit par Sage, Breakbot, Pierrick Devin
- Basse: Laurent Vernerey
- Batterie: Vincent Taeger
- Percussions: Abraham Mansfaroll
- Piano, claviers: Sage
- Cordes: Hugues Borsarello, Pauline Lavacry, Mathilde Borsarello Herrmann, Alix Catinchi, Phillipe Morel, Pauline Vernet, David Braccini, Pavel Guerchovitch, Laure Simonin, Sylvain Favre-bulle, Alice Bourlier, Hélène Decoin, Verena Chen, Boris Blanco, Rozarta Luka, Lison Favard, Marco Theves, Christelle Lassort
- Chœurs additionnels: John Sombrun
- Mix: Yuksek

## Classements

### Classements hebdomadaires
| Classement (2022)                       | Meilleure position |
| --------------------------------------- | ------------------ |
| Belgique (Wallonie Ultratop 50 Singles) | 21                 |
| France (SNEP)                           | 181                |

### Certifications
| Pays   | Organisme | Certification | Seuil                            |
| ------ | --------- | ------------- | -------------------------------- |
| France | SNEP      | Or            | 15 millions d'équivalent streams |

## Historique de sortie
| Pays   | Date            | Format     | Label           |
| ------ | --------------- | ---------- | --------------- |
| France | 29 août 2022    | 45 tours   | Romance Musique |
| France | 6 décembre 2022 | Clip vidéo | Romance Musique |